# Stylidium uliginosum
Stylidium uliginosum ist eine Pflanzenart aus der Gattung der Schusspflanzen (Stylidium) innerhalb der Familie Stylidiaceae. Sie gehört zu den wenigen Arten dieser Gattung, die auch außerhalb Australiens anzutreffen ist. Ihr Verbreitungsgebiet umfasst neben Queensland in Nordaustralien auch Nordvietnam, Kambodscha, Laos, Südchina sowie Sri Lanka.
Wie alle Arten der Gattung produziert sie Verdauungsenzyme in den unterhalb der Blüten vorhandenen Trichomen und wird daher den fleischfressenden Pflanzen zugeordnet.

## Beschreibung und Ökologie

### Vegetative Merkmale
Stylidium uliginosum ist eine einjährige krautige Pflanze, die Wuchshöhen von 5 bis 15 Zentimeter erreicht. Sie besitzt eine kleine, basale Blattrosette. Die Laubblätter stehen in Quirlen. Die kahle Blattspreite ist bei einer Länge von 4 bis 7 Millimetern und einer Breite von 3 bis 3,5 Millimeter verkehrt-eiförmig bis fast rund, also am Ansatz zugespitzt und an der Blattspitze gerundet.

### Generative Merkmale
Es sind ein oder mehrere von drüsigen Trichomen besetzte Blütenstängel vorhanden. Die wenigen, gestielten Blüten stehen in endständigen cymoiden rispigen Blütenständen.
Die weißen Blüten sind mit einer Länge von etwa 7 Millimeter relativ klein und zygomorph. Es sind fünf Blütenhüllblätter Tepalen vorhanden, wobei die beiden unteren verlängert und verschmolzen sind und eine zweilappige Lippe bilden, und entsprechend viele weitere Blütenorgane. Aus dem Zentrum der Blüte ragt die Säule, die in gespanntem Zustand hinter die Blütenhüllblätter gebogen ist. Wie alle Schusspflanzen hat sie einen ungewöhnlichen Mechanismus zur Übertragung ihrer Pollen auf Bestäuber entwickelt, indem sie mit ihrem Gynostemium, einem Blütenorgan, das aus dem Zusammenwachsen von Staubblatt und Stempel entsteht, auf den Bestäuber „einschlägt“.

## Taxonomie
Die Erstbeschreibung von Stylidium uliginosum erfolgte 1805 durch Carl Ludwig Willdenow in Species Plantarum, 4. Auflage, Band 4, Seite 147 aus Sri Lanka.